# Eremaeus cordiformis
Eremaeus cordiformis är en kvalsterart som beskrevs av Grandjean 1934. Eremaeus cordiformis ingår i släktet Eremaeus och familjen Eremaeidae. Inga underarter finns listade i Catalogue of Life.